# Municipio de Columbia (condado de Fayette)
El municipio de Columbia (en inglés: Columbia Township) es un municipio ubicado en el condado de Fayette en el estado estadounidense de Indiana. En el año 2010 tenía una población de 993 habitantes y una densidad poblacional de 17,9 personas por km².

## Geografía
El municipio de Columbia se encuentra ubicado en las coordenadas 39°33′47″N 85°11′23″O / 39.56306, -85.18972. Según la Oficina del Censo de los Estados Unidos, el municipio tiene una superficie total de 55.47 km², de la cual 55,47 km² corresponden a tierra firme y (0 %) 0 km² es agua.

## Demografía
Según el censo de 2010, había 993 personas residiendo en el municipio de Columbia. La densidad de población era de 17,9 hab./km². De los 993 habitantes, el municipio de Columbia estaba compuesto por el 99,09 % blancos, el 0,2 % eran afroamericanos, el 0,2 % eran asiáticos, el 0,2 % eran de otras razas y el 0,3 % eran de una mezcla de razas. Del total de la población el 0,5 % eran hispanos o latinos de cualquier raza.